# 阿德里安·莫利納
阿德里安·莫利納（英語：Adrian Molina，1985年8月23日—）是一名美國動畫師、分鏡藝術家、編劇、導演和作詞家。他於2007年開始在皮克斯工作，在《料理鼠王》中開始擔任2D動畫師。後來他轉為分鏡畫師，為《玩具總動員3》和《怪獸大學》工作。在為《恐龙当家》寫完劇本後，莫利納開始他作為編劇的第一個任務，即為《寻梦环游记》撰寫劇本，後來又參與了該片的聯合導演。莫利納還為《玩具總動員3》的小金書繪製了插圖。
莫利納是北加州人，在格拉斯瓦利長大，2003年畢業於熊河高中，隨後在2007年畢業於加州藝術學院。他是一名墨西哥裔。
他原定為皮克斯編寫和獨自執導的原創長片名為《艾立歐：第三星公關》。後來改由石之予和瑪德琳·夏拉菲安共同執導，莫利納退出並參與其他電影的製作。

## 影視作品
| 年份 | 標題               | 標題                | 職務 | 職務 | 職務        | 職務      | 職務      | 職務 | 備註                            |
| 年份 | 譯名               | 原名                | 導演 | 編劇 | 執行 製片人 | 分鏡 畫師 | 詞曲 作家 | 其他 | 備註                            |
| ---- | ------------------ | ------------------- | ---- | ---- | ----------- | --------- | --------- | ---- | ------------------------------- |
| 2007 | 料理鼠王           | Ratatouille         | 否   | 否   | 否          | 否        | 否        | 是   | 動畫師：片尾字幕                |
| 2010 | 玩具總動員3        | Toy Story 3         | 否   | 否   | 否          | 是        | 否        | 否   |                                 |
| 2013 | 怪獸大學           | Monsters University | 否   | 否   | 否          | 是        | 否        | 是   | 額外劇本素材 開場標題設計和執導 |
| 2015 | 恐龙当家           | The Good Dinosaur   | 否   | 否   | 否          | 否        | 否        | 是   | 額外劇本素材                    |
| 2017 | 寻梦环游记         | Coco                | 聯合 | 是   | 否          | 否        | 是        | 是   | 額外配音                        |
| 2019 | 玩具總動員4        | Toy Story 4         | 否   | 否   | 否          | 否        | 否        | 是   | 皮克斯高級創意團隊              |
| 2020 | ½的魔法            | Onward              | 否   | 否   | 否          | 否        | 否        | 是   | 皮克斯高級創意團隊              |
| 2020 |                    | Soul                | 否   | 否   | 否          | 否        | 否        | 是   | 皮克斯高級創意團隊              |
| 2021 |                    | Luca                | 否   | 否   | 否          | 否        | 否        | 是   | 額外故事貢獻 皮克斯高級創意團隊 |
| 2022 |                    | Turning Red         | 否   | 否   | 副          | 否        | 否        | 是   | 皮克斯高級創意團隊              |
| 2022 |                    | Lightyear           | 否   | 否   | 否          | 否        | 否        | 是   | 皮克斯高級創意團隊              |
| 2023 |                    | Elemental           | 否   | 否   | 否          | 否        | 否        | 是   | 皮克斯高級創意團隊              |
| 2024 | 腦筋急轉彎2        | Inside Out 2        | 否   | 否   | 否          | 否        | 否        | 是   | 皮克斯高級創意團隊              |
| 2025 | 艾立歐：第三星公關 | Elio                | 否   | 否   | 否          | 否        | 否        | 是   | 皮克斯高級創意團隊              |

## 外部連結
- 阿德里安·莫利納在互联网电影资料库（IMDb）上的資料（英文）